# Xestoblatta panamae
Xestoblatta panamae es una especie de cucaracha del género Xestoblatta, familia Ectobiidae.

## Distribución
Esta especie se encuentra en Panamá.